# Roddy Ricch
Rodrick Wayne Moore Jr. (sinh ngày 22/10/1998, nghệ danh: Roddy Ricch) là nam ca sĩ, rapper, nhạc sĩ người Mỹ. Anh hiện ký hợp đồng với hãng đĩa Atlantic Records. Ngày 22/11/2017, Ricch ra mắt mixtape đầu tay mang tên Feed Tha Streets. Ngày 2/11/2018, anh tiếp tục cho ra mắt mixtape thứ hai, Feed Tha Streets II, đạt hạng 67 trên bảng xếp hạng album Billboard 200.
Album phòng thu đầu tay, Please Excuse Me for Being Antisocial, phát hành ngày 6/2/2019 đạt hạng nhất Billboard 200. Đĩa đơn "The Box" từ album này cũng đạt hạng nhất Billboard Hot 100. Tháng 2 năm 2019, anh và nhà sản xuất nhạc Hit-Boy góp mặt trong đĩa đơn "Racks in the Middle" (của Nipsey Hussle). Ca khúc thắng một giải Grammy năm 2020 ở hạng mục Trình diễn nhạc Rap xuất sắc nhất (Best Rap Performance).

## Thời thơ ấu
Rodrick Wayne Moore Jr. sinh năm 1998 tại Compton, California. Ricch theo học Trung học Carson Senior và Đại học Westchester Enriched Sciences Magnet. Anh bắt đầu rap từ năm 8 tuổi và sáng tác nhạc từ năm 16 tuổi.